# ذي مراكة (مسورة)

تعديل مصدري - تعديل

ذي مراكة هي إحدى قرى عزلة دماج بمديرية مسورة التابعة لمحافظة البيضاء، بلغ تعداد سكانها 25 نسمة حسب تعداد اليمن لعام 2004.